# Igor Tkaczenko
Igor Walentinowicz Tkaczenko, ros. Игорь Валентинович Ткаченко (ur. 21 lipca 1964 w Wiency, Kraj Krasnodarski, zm. 16 sierpnia 2009 w Kubince) – rosyjski pilot wojskowy, dowódca zespołu akrobacyjnego Russkije Witiazi; pułkownik gwardii.

## Życiorys
Już w młodości zainteresował się lotnictwem. Pasję tę pogłębiał w nim ojciec. Po wstąpieniu do armii radzieckiej uczył się lotów na Su-27. Został dowódcą grupy akrobacyjnej Russkije Witiazi, w której latał od samego początku. 16 sierpnia 2009 roku podczas treningu do MAKS Air Show w Kubince w Rosji samolot Su-27 z grupy Russkije Witiazi pilotowany przez niego lekko zderzył się z innym samolotem Su-27, na skutek czego doszło do zapłonu silnika maszyny - samolot zaczął spadać na ziemię, zaś pilot nie miał szans na odzyskanie sterowności. Pośmiertnie płk. Tkaczenkę uhonorowano medalem „Zasłużony Pilot Myśliwski”.

### Śmierć
Igor Tkaczenko zginął 16 sierpnia 2009 roku w katastrofie lotniczej w trakcie przygotowań do występów na Salonie Lotniczym MAKS-2009 (МАКС-2009). Samolot Su-27UB, w którym znajdował się Igor Tkaczenko i drugi pilot Igor Kurylenko zderzył się w powietrzu z Su-27 pilotowanym przez Witalija Melnika. W wyniku upadku samolotu na ziemię i wywołanego tym faktem pożaru zginęła mieszkanka wsi Sosny-2 a cztery kolejne osoby doznały poparzeń.
Wszyscy trzej piloci katapultowali się. Nieznana jest przyczyna śmierci Igora Tkaczenki, pomimo katapultowania się. Istnieje na ten temat kilka hipotez:
1. System katapultowania uległ uszkodzeniu podczas zderzenia i spadochron nie rozwinął się prawidłowo,
2. Wg niektórych świadków zdarzenia, spadochron zapalił się w powietrzu,
3. Wg specjalistów NPP ZWIEZDA, producenta fotela wyrzucanego K-36 jedną z możliwych przyczyn tragedii mogła być niewystarczająca wysokość do rozwinięcia się spadochronu,
4. Inna wersja mówi, iż Tkaczenko mógł zginąć już w samolocie w efekcie zderzenia, a system ratunkowy zadziałał automatycznie lub był aktywowany przez drugiego pilota, Kurylenkę.

Igor Kurylenko i Witalij Melnik przeżyli katastrofę.

## Odznaczenia i upamiętnienie
- Order Męstwa (2005)[2]
- Bohater Federacji Rosyjskiej (2009, pośmiertnie)[2]
- Order „Za zasługi wojskowe” (1997)[2]
- jest patronem średniej szkoły ogólnokształcącej nr 1 w Kubince[3] oraz średniej szkoły ogólnokształcącej nr 7 w Tyndze[4]
- honorowy obywatel miasta Tynda[5]